# Look What the Cat Dragged In
Look What the Cat Dragged In är det amerikanska glam metal-bandet Poisons debutalbum, utgivet den 2 augusti 1986.

## Låtförteckning
1. "Cry Tough"
2. "I Want Action"
3. "I Won't Forget You"
4. "Play Dirty"
5. "Look What the Cat Dragged In"
6. "Talk Dirty to Me"
7. "Want Some, Need Some"
8. "Blame It On You"
9. "#1 Bad Boy"
10. "Let Me Go To The Show"